# Marek Jan Štěpán
Marek Jan Štěpán (* 9. srpna 1967 Frýdek-Místek) je český architekt, výtvarník a pedagog. Zabývá se návrhy sakrálních staveb nebo jejich rekonstrukcemi. Je však také autorem koncepce nízkonákladových a přemístitelných Freedomků. V letech 2006–2012 pracoval jako poradce vedoucího Kanceláře prezidenta republiky.

## Životopis
Narodil se v roce 1967 ve Frýdku-Místku. Od dětství byl vychováván v křesťanské víře a rodina často chodila do kostela. V letech 1958–1991 studoval na Fakultě architektury VUT v Brně, kde se specializoval na novotvar v historickém prostředí a teorii architektury pod vedením doc. Drápala. V roce 1997 spolu se svou manželkou Vandou Štěpánovou založil Atelier Štěpán. V letech 1997–2001 a dále 2005–2007 na VUT v Brně vyučoval. V roce 2010 představil s Jiřím Brochem koncepci minimálního bydlení – Freedomek.
Věnuje se výtvarné tvorbě – vytváří plastiky, maluje a pořádá plenéry a happeningy v Beskydech.

## Realizace
- Kostel svatého Ducha, Ostrava (2004–2007)
- Kostel svatého Ducha, Šumná (2005–2008)
- Kavárna Anděl, Brno (2008)
- Bambusový dům, Brno-Komín (2008)
- Areál mše Benedikta XVI. v Brně (2009)
- Café Fara v Klentnici (2009–2012)
- Liturgická úprava a rekonstrukce katedrály svatého Mikuláše, České Budějovice (2011–2013)[4]
- Obnova lesoparku v Novém Lískovci, Brno (2011)
- Kostel svatého Václava, Sazovice (2015–2017). Stavba byla oceněna cenou Patria Nostra, kterou udělil arcibiskup Dominik kardinál Duka starostce obce Sazovice paní Editě Hrbáčkové, architektu Markovi Janu Štěpánovi a faráři P. Michalu Šálkovi.[5]
- Kostel blahoslavené Marie Restituty, Brno-Lesná (2017–2020)

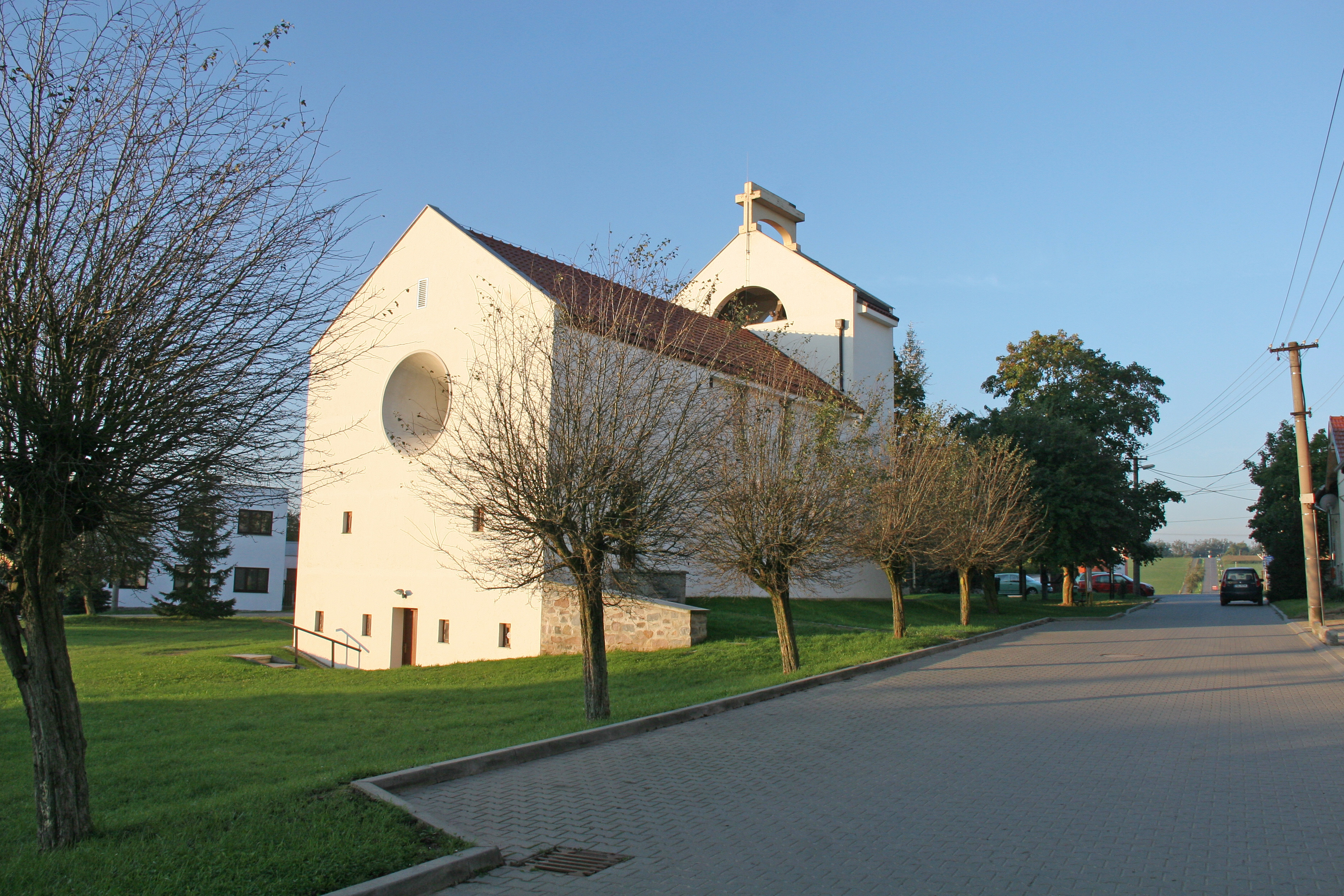
Kostel svatého Ducha, Šumná
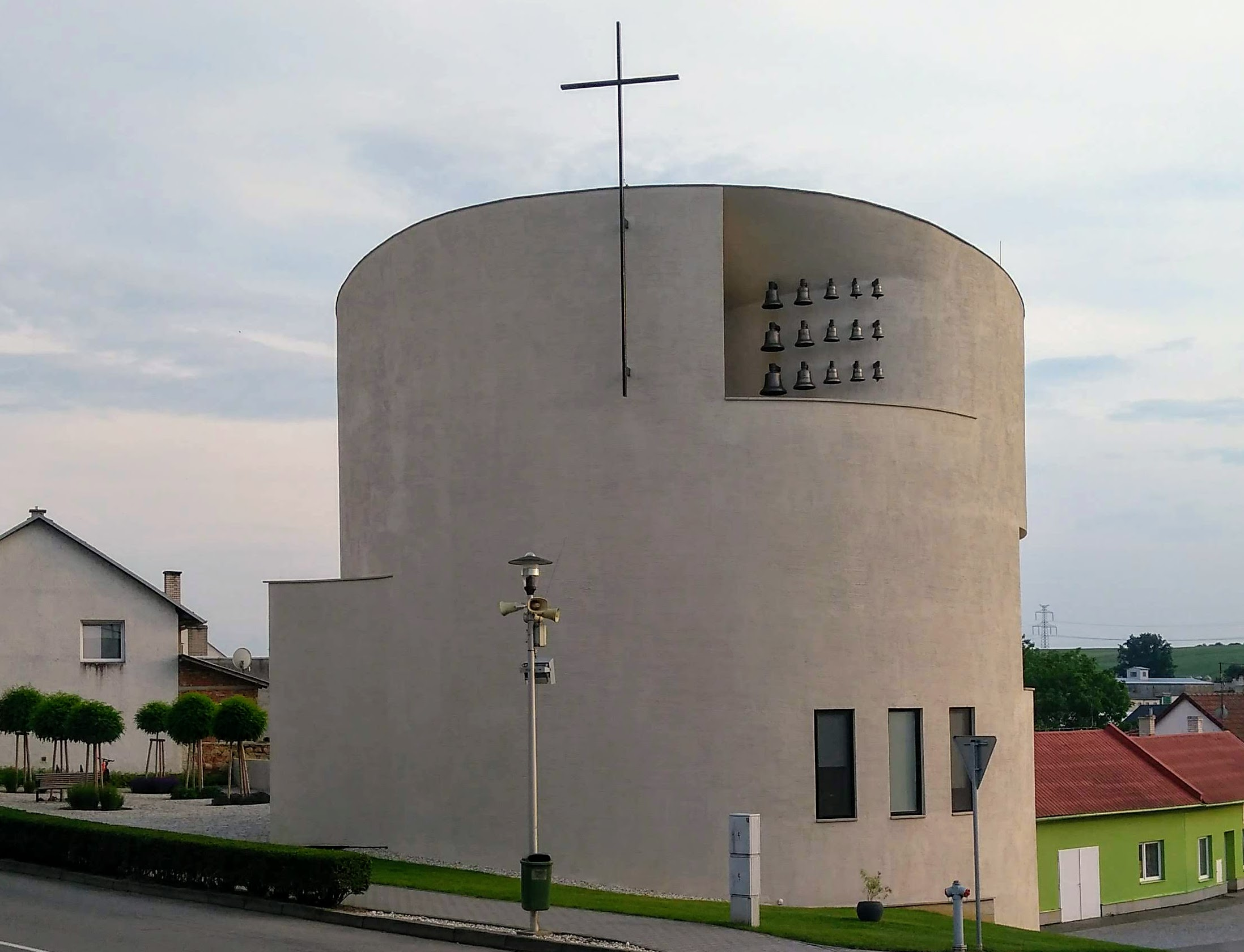
Kostel svatého Václava, Sazovice
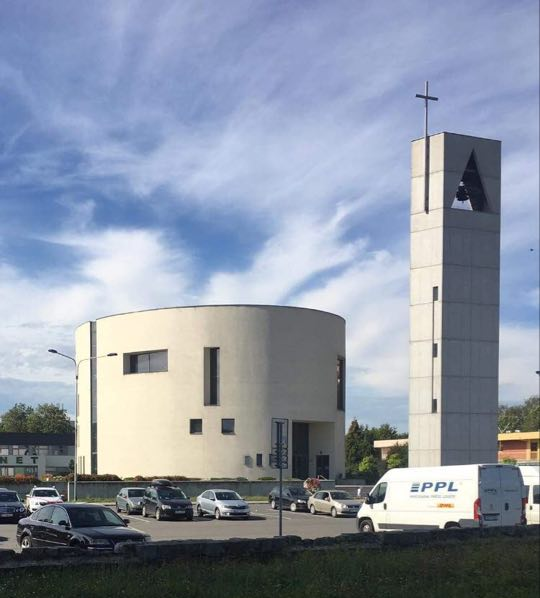
Kostel svatého Ducha, Ostrava
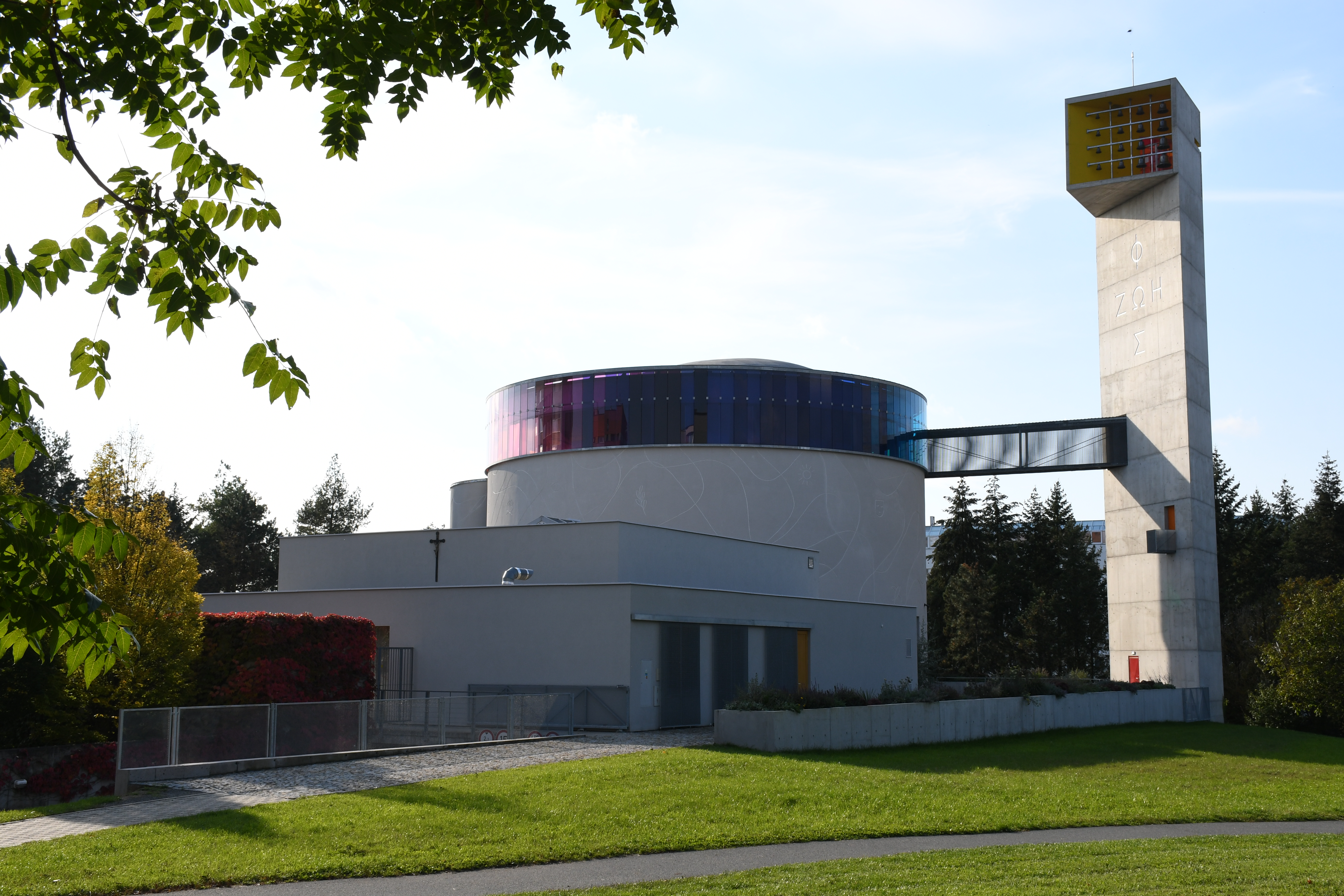
Kostel blahoslavené Marie Restituty, Brno-Lesná
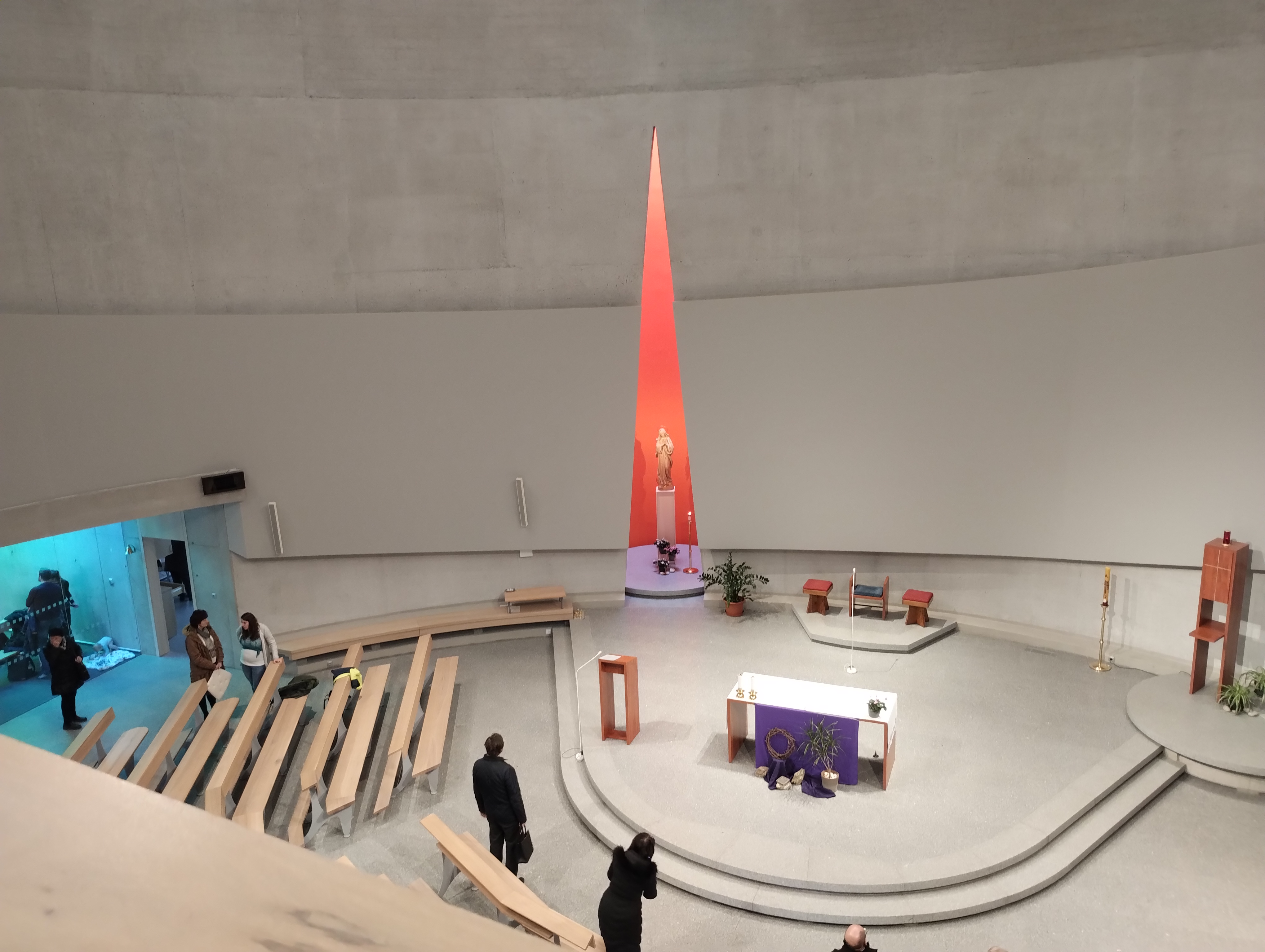
Kostel blahoslavené Marie Restituty, interiér

## Ocenění
- 2010 – Cena Klubu za starou Prahu – za novostavbu v historickém prostředí, Kostel sv. Ducha v Šumné
- 2012 – Grand Prix architektů v kategorii rekonstrukce za areál Café fara Klentnice
- 2013 – Park roku 2013, Cena děkana zahradnické fakulty – Obnova lesoparku v Novém Lískovci v Brně
- 2023 – Cena města Brna za architekturu a urbanismus